# Comuna de Bielawy
Bielawy (polaco: Gmina Bielawy) é uma gminy (comuna) na Polónia, na voivodia de Lodz e no condado de Łowicki. A sede do condado é a cidade de Bielawy.
De acordo com os censos de 2004, a comuna tem 6097 habitantes, com uma densidade 37,2 hab/km².

## Área
Estende-se por uma área de 164,01 km², incluindo:
- área agricola: 75%
- área florestal: 15%

## Demografia
Dados de 30 de Junho 2004:
|                      | Total   | Total | Mulheres | Mulheres | Homens  | Homens |
| -------------------- | ------- | ----- | -------- | -------- | ------- | ------ |
|                      | pessoas | %     | pessoas  | %        | pessoas | %      |
| População            | 6097    | 100   | 3047     | 50       | 3050    | 50     |
| Densidade (pop./km²) | 37,2    | 100   | 18,6     | 18,6     | 18,6    | 18,6   |

De acordo com dados de 2002, o rendimento médio per capita ascendia a 1221,81 zł.

## Subdivisões
- Bielawska Wieś, Bielawy, Bogumin, Borów, Borówek, Brzozów, Chruślin, Drogusza, Emilianów, Gaj, Gosławice, Helin, Janinów, Leśniczówka, Łazin, Marianów, Marywil, Oszkowice, Piaski Bankowe, Piotrowice, Przezwiska, Psary, Rulice, Seligi, Skubiki, Sobocka Wieś, Sobota, Stare Orenice, Stare Piaski, Stary Waliszew, Traby, Trzaskowice, Walewice, Waliszew Dworski, Wojewodza, Wola Gosławska, Zakrzew, Zgoda, Żdżary.

## Comunas vizinhas
- Bedlno, Domaniewice, Głowno, Łowicz, Piątek, Zduny,